# Болотцы
Болотцы (тат. Яубаш) — населенный пункт в Касимовском районе Рязанской области. Входит в состав Торбаевского сельского поселения. Татарское название села созначает «главнокомандующий». Село относилось к группе ак аймак поселений касимовских татар. В настоящее время медленно вымирает.

## История
По дореволюционному административному делению село Болотцы относилось к Татарской волости Касимовского уезда Рязанской губернии. Население в 1862 г. составляло 569 чел.

### Мечеть
В 1862 г. в селе уже была мечеть. Точная дата постройки мечети неизвестна. В ведомости приходов и духовных лиц указан год постройки мечети — 1872 г. В кон. XIX в. численность прихожан составила 903 чел.

## Население
| 1859 | 1897 | 1906 | 2010 |
| ---- | ---- | ---- | ---- |
| 569  | ↗705 | ↗928 | ↘52  |

Национальный состав
| Народ   | 2002 | 2010 |
| ------- | ---- | ---- |
| русские | 84 % | 72 % |
| татары  | 16 % | 28 % |

## Уроженцы
- Бикжанов, Ибрагим Паскаевич (1895—1988) — советский военный деятель, генерал-майор (1940).